# Succession ab intestat
Une succession ab intestat est une succession qui se produit lorsqu'une personne meurt sans avoir laissé de testament. On dit alors que cette personne est décédée ab intestat (littéralement : « sans avoir testé », « sans testament ») ou intestat (articles 720 et suivants, articles 731 et suivants du Code civil français) et la succession se règle selon les termes prévus par la loi.
L'absence de testament peut être également due à la nullité ou à la caducité de ce dernier.

## Droit québécois
Au Québec, la succession ab intestat, aussi connue sous les termes « dévolution légale de la succession » est régie par les articles 666 à 683 du Code civil du Québec (CcQ). Il y est fait également référence aux articles 619, 736, 749 et 776 CcQ.
En plus des règles de dévolution légale prévues au Code civil, il existe aussi des règles déduites par la doctrine civiliste, dont la priorité des ordres, la proximité des degrés et la fente successorale.